# Odontopsammodius cruentus
Odontopsammodius cruentus är en skalbaggsart som beskrevs av Edgar von Harold 1867. Odontopsammodius cruentus ingår i släktet Odontopsammodius och familjen Aphodiidae. Inga underarter finns listade i Catalogue of Life.